# William Gambel
William Gambel (Philadelphie, juin 1823 - 13 décembre 1849) est un  naturaliste américain.

## Biographie
En 1838, il voyagea avec Thomas Nuttall (1786-1859) lors d'une expédition en Caroline du Nord. Entre mars et novembre 1841, il poursuivit ses collectes de plantes, jusqu'en Californie, suivant des routes précédemment empruntées par  Nuttall et Townsend (1809-1851) (Santa Fe Trail et Old Spanish Trail).
Il passa 1842 à herboriser le long de la côte, se faisant engager comme secrétaire à bord d'un navire, ce qui lui permit de visiter toutes les missions de Californie.
Il découvrit de nouvelles espèces d'oiseaux dont :
- Callipepla gambelii
- Poecile gambeli
- Picoides nuttallii

Gambel retourna à Philadelphie en août 1845. En 1848, il obtint un diplôme de physique.
Il mourut de la typhoïde alors qu'il traversait la Sierra Nevada en hiver.